# Tectohymenidae
Famille
Les Tectohymenidae sont une famille de Ciliés de la classe des Colpodea et de l’ordre des Bryometopida.

## Étymologie
Le nom de la famille vient du genre type Tectohymena, dérivé du grec τέκτων / tékton, « charpente », et υμένας / ymenas, « membrane ; peau ».

## Description
Wilhelm Foissner décrit ainsi cette famille : 

« Petits à très petits Bryometopida, totalement ciliés. Deux cinéties somatiques… Pas de suture postorale. L'appareil oral est formé d'un organelle paroral (OP) simple ou composé, et d'environ cinq organelles adoraux (OA), en « pavés ». L'organelle paroral en « U », nettement séparé de la cinétie somatique (n°)1, s'étendant le long de la marge proximale du vestibule est complètement recouvert par cette dernière. Les cinéties vestibulaires indistinctes sont présentes. Argyrome à mailles irrégulières, serrées. Genre type : Tectohymena Foissner, 1993. »

## Distribution
Le genre Tectohymena ne comprend que des espèces terrestres. D'après Foissner, « La plupart des Colpodes vivent dans les sols ou en biotopes semi-terrestres (mousses, flaques d'eau, infusions d'herbes) », et, citant un continent disparu, il précise en particulier « le genre Tectohymena n'a été récolté qu'en Laurasie ».

## Liste des genres
Selon GBIF (31 octobre 2022) :
- Pseudokreyella Foissner, 1985
- Tectohymena Foissner, 1993

## Systématique
Le nom valide de ce taxon est Tectohymenidae Foissner, 1993.